# Скворцов, Николай Геннадьевич
Николай Геннадьевич Скворцов (22 апреля 1963) — советский и российский футболист, вратарь.
Дебютировал в 1981 году во второй лиге в составе ленинградского «Динамо», следующий сезон провёл в запасе — все 30 матчей отыграл Олег Кузнецов. В 1983 году сыграл три матча в дубле «Зенита», участвовал в Спартакиаде народов СССР в составе сборной Ленинграда. В 1984 году провёл три матча за «Целинник» Целиноград. Играл за таллинские клубы «Спорт» (1986, вторая лига) и «Звезда» (1986—1987, чемпионат Эстонской ССР). В 1988—1989 играл в чемпионате Ленинграда за «Светлану». В 1991 году вернулся в «Целинник», в составе которого в следующем году провёл 20 матчей в чемпионате Казахстана. В дальнейшем играл за различные команды в чемпионате Санкт-Петербурга.